# Cessford Castle

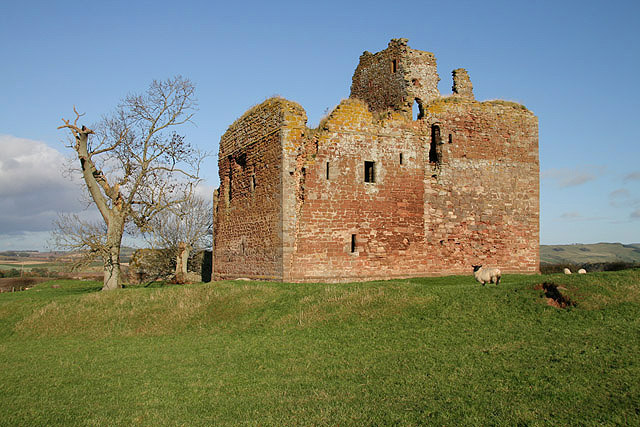
Cessford Castle

Cessford Castle ist eine Burgruine mit L-förmigem Grundriss in der Nähe des Dorfes Cessford auf halbem Wege zwischen den Städten Jedburgh und Kelso sowie dem Dorf Kirk Yetholm in der schottischen, historischen Grafschaft Roxburghshire (heute Teil der Verwaltungseinheit Scottish Borders). Die Burg war das Caput der Baronie Cessford und die Hauptfestung des Clans Ker, berüchtigter Border Reivers, von denen viele als Wardens of the Middle March gedient hatten.
Historic Scotland hat die Ruine als historisches Bauwerk der Kategorie B gelistet.

## Geschichte

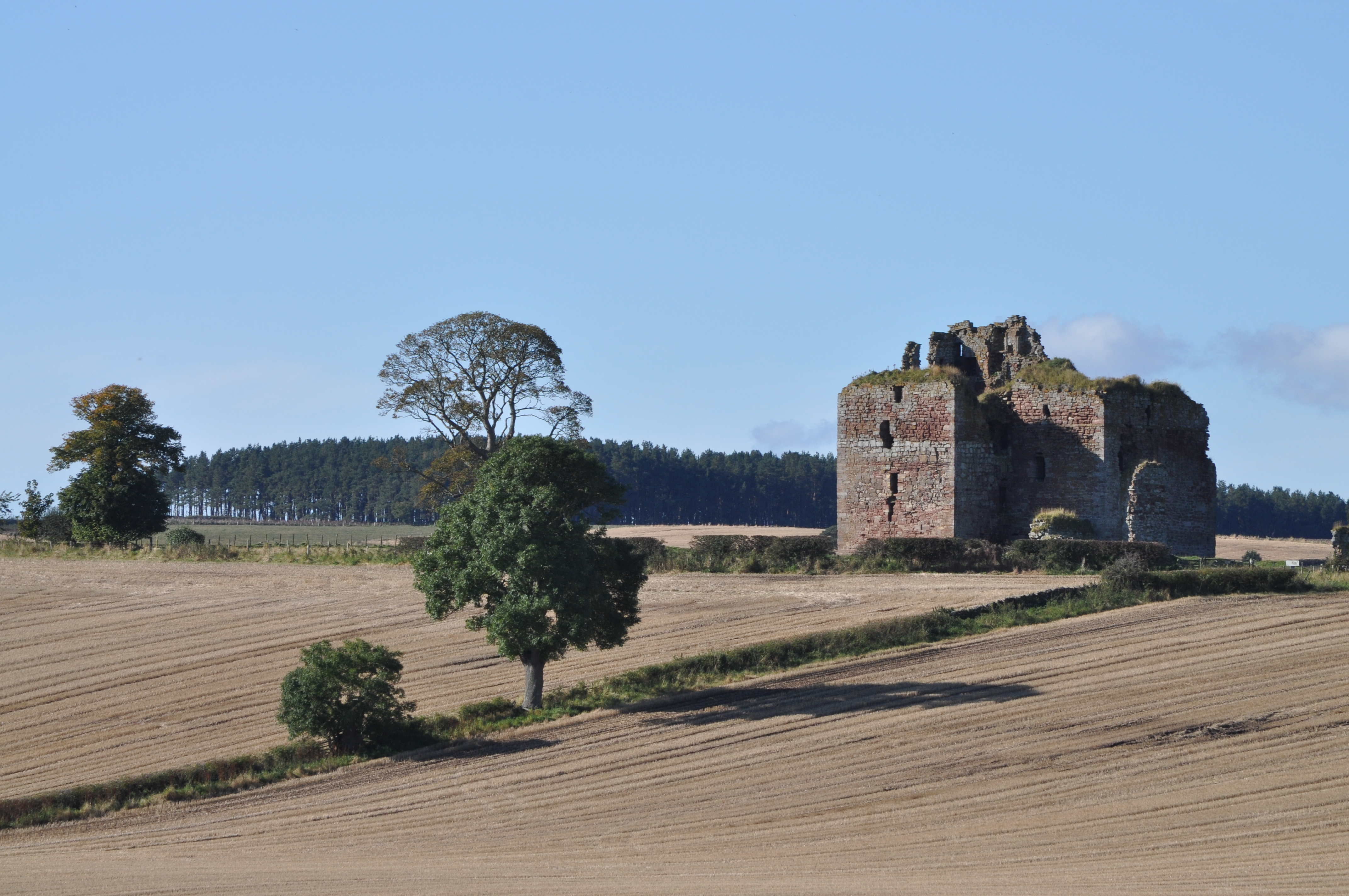
Cessford Castle in der Landschaft

### Überblick
Cessford Castle ließ um 1450 Andrew Ker, Vorfahr von Robert Ker, 1. Earl of Roxburghe, und Vorfahr der Dukes of Roxburghe, errichten. Nach diesem Ort sind die untergeordneten Titel des Dukes benannt: Baron Ker of Cessford und Marquess of Bowmont and Cessford. Es ist möglich, dass die Burg Teile früherer Gebäude enthielt. Die Festung wurde mit L-förmigem Grundriss gebaut, mit einem Hauptdonjon und einem Flügel von nahezu selber Größe. Das Gebäude mit sechs Stockwerken, zwei davon mit Tonnengewölben, und bis zu 3,9 Metern dicken Mauern war gut zu verteidigen. Im Innenwinkel des Gebäudes befand sich ein einstöckiges Torhaus und der ganze Komplex war von einer Einfriedung und Erdwerken zur Verteidigung umschlossen. Diese Tatsachen wurden von den Aufzeichnungen englischer Truppen bestätigt, die bei einer Belagerung 1523 Leitern benutzen mussten, um Zugang zum Burghof zu erlangen. Die Burg wurde damals von den Truppen des Earls of Surrey belagert, der bemerkte: „Sie wäre wohl nie eingenommen worden, wenn die Angegriffenen sie weiter verteidigen hätten können.“ Zuletzt war die Burg im Jahre 1650 bewohnt.

### Geschichtliche Ereignisse
Nachdem Berwick-upon-Tweed im Juli 1482 von den Truppen König Richards III. von England eingenommen worden war, ließ Henry Percy, der Earl of Northumberland, eine Reihe von Orten in der Gegend niederbrennen. Zum Ende dieser Kampagne am 22. August 1482 schlug er zwanzig seiner Soldaten an den „Mains von Sessford“ zu Rittern.